# پروانه نرم‌افزار آزاد

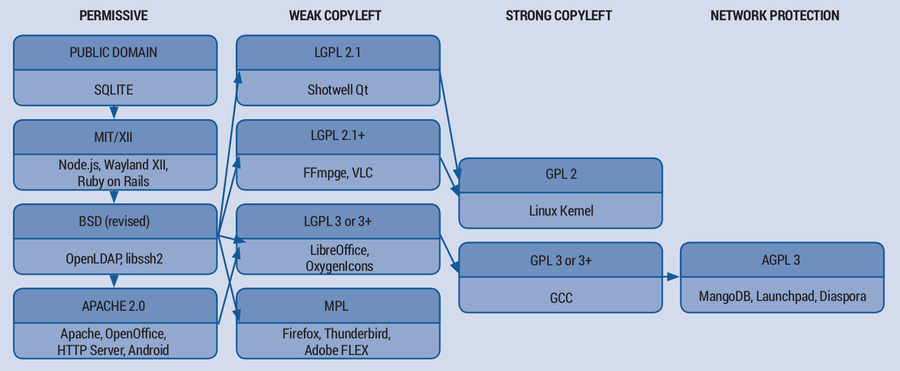
طیف پروانه‌های نرم‌افزار آزاد به همراه مثال‌هایی از نرم‌افزارهای تحت آن پروانه‌ها

مجوز آزاد یک نوع پروانه است که بر پایهٔ آن روش انتشار نرم‌افزارهای آزاد مشخص می‌شود. بر پایهٔ اصل سوم نرم‌افزارهای آزاد استفاده‌کنندگان باید آزاد باشند که رونوشتی از برنامه یا مشتقاتش را بازتوزیع کنند. اما لازم نیست که آن برنامه حتماً دارای مجوز کپی‌لفت باشد؛ مجوزهای آزاد به مجوزهایی گفته می‌شود که این آزادی را برای کاربر حفظ کنند. مجوزهایی که کاربر را ملزم کنند که مشتقات برنامه به صورت ناآزاد منتشر شوند، آزاد نیستند.

## مقایسه
|                 | مالکیت عمومی و معادل‌هایش | پروانه‌های آسان‌گیر                                                                                      | کپی‌لفت (پروانه‌های محافظ)            | پروانهٔ غیر تجاری                                                      | پروانهٔ مالکیتی                                         | راز تجاری                  |
| --------------- | ------------------------ | --- | ----------------------------------- | --------------------------------------------------------------------- | ------------------------------------------------------ | -------------------------- |
| توضیحات         | اعطای کلیهٔ حقوق          | اعطای حقوق استفاده، شامل حق استفاده از پروانه جدید (مجاز به مالکیتی‌سازی و یا استفاده از پروانه سازگار) | اعطای حقوق استفاده، منع مالکیتی‌سازی | اعطای حقوق تنها برای استفاده غیر تجاری. ممکن است با کپی‌لفت ترکیب شود. | استفاده سنتی از حق تکثیر؛ نیازی به اعطای هیچ حقی نیست. | هیچ اطلاعاتی عمومی نمی‌شود. |
| نرم‌افزار        | مالکیت عمومی،CC0         | MIT, Apache, MPL                                                                                       | GPL, AGPL                           | JRL, AFPL                                                             | نرم‌افزارهای مالکیتی، بدون پروانهٔ عمومی                 | خصوصی، نرم‌افزارهای داخلی   |
| سایر آثار خلاقه | مالکیت عمومی، CC0        | CC BY                                                                                                  | CC BY-SA                            | CC BY-NC                                                              | Copyright, no public license                           | منتشر نشده                 |

پروانه‌های نرم‌افزار آزاد امکان کاهش خطر در مقابل تهدیدات قانونی و یا رفتارهایی را اعطا می‌کنند که می‌توانند به طور بالقوه برای توسعه‌دهنده مضر باشند:
|                                      | AGPLv3 | GPLv3 | GPLv2 | LGPLv3   | LGPLv2.1 | MPL-2  | BSD |
| ------------------------------------ | ------ | ----- | ----- | -------- | -------- | ------ | --- |
| نرم‌افزار به عنوان یک خدمت/خدمات ابری | آری    | نه    | نه    | نه       | نه       | نه     | نه  |
| Tivoization                          | آری    | آری   | نه    | آری      | نه       | نه     | نه  |
| پتنت ترول                            | آری    | آری   | نه    | آری      | نه       | نه     | نه  |
| مالکیتی‌سازی                          | آری    | آری   | آری   | بخشی     | بخشی     | بخشی   | نه  |
| دانه‌بندی / دسترسی                    | پروژه  | پروژه | پروژه | کتابخانه | کتابخانه | پرونده | —   |
| اجازه نشان تجاری                     | آری    | آری   | ؟     | آری      | ؟        | نه     | نه  |